# Lilea
Lilea (grec antic: Λίλαια, llatí: Lilaea) era una ciutat de la Fòcida situada al peu del mont Parnàs, i a les fonts del riu Cefís. Homer l'esmenta al Catàleg de les naus de la Ilíada, i formava part del contingent de focis que van anar a la guerra de Troia.
Es trobava situada lluny de Delfos, a uns 180 estadis. Heròdot no la menciona entre les ciutats destruïdes pels perses, i s'ha pensat que en aquella època pertanyia a la Dòrida, que s'havia sotmès a Xerxes I de Pèrsia. Lilea va destruir Filip II de Macedònia l'any 346 aC, i després es va restaurar. Demetri II de Macedònia la va ocupar, però no li va costar massa temps desempallegar-se del jou del regne de Macedònia.
Pausànias va veure a Lilea un teatre, l'àgora, uns banys i uns temples d'Apol·lo i Artemisa amb estàtues dels déus de marbre pentèlic.
Les seves ruïnes anomenades Paleókastro, es troben a 1 km de les fonts del Cefís. Resten les muralles amb algunes torres.